# Euphorbia conzattii
Euphorbia conzattii es una especie fanerógama de la familia Euphorbiaceae. Se trata de un arbusto o arbolillo perenne, de hasta 1 m de altura. Las hojas tienen estípulas de color crema, son de forma oblonga a elíptica, lustrosas, con el ápice agudo, presentan un nectario de color marrón. Las flores se encuentran dispuestas en grupos, formando cimas. Presenta  brácteas, que son hojas modificadas, de forma lanceolada y de color rojo. El involucro está formado por hojas modificadas que envuelven a las flores, es de color rojo; presenta cuatro glándulas. Posee flores masculinas (estaminadas) y flores femeninas (pistiladas). El fruto es una cápsula de hasta 7 mm de largo; las semillas son globosas, miden 4 mm de largo y de diámetro, la testa es de color  pardo oscuro.

## Clasificación y descripción
Arbusto o arbolillos perennes de hasta 1 m de altura, perennifolio, glabro. Hojas con estípulas de color crema, inconspicuas; pecíolo de 3-5 mm de longitud y ca. 1 mm de diámetro, glabro; lámina de 4.3-9.6 cm de largo y 1.6-3.6 cm de ancho, oblonga a elíptica, lustrosa, ápice agudo con un nectario córneo, marrón, el envés con una quilla de la longitud del mismo. Cimas apicales, el raquis glabro, y hasta con tres ciatios. Brácteas 6-7 mm de largo y 3 mm de ancho, caducas, lanceoladas, rojas, ápice acuminado. Ciatios con pedúnculo 6-8 mm de largo y menos de 1 mm de diámetro, tomentuloso a viloso; involucro rojo; espolón rojo; tubo involucral 12-13 mm de longitud; glándulas cuatro, dos laterales y dos medias. Flores estaminadas con los pedicelos de 13 mm de longitud y con cuatro alas longitudinales. Flor pistilada con el pedicelo de hasta 7 mm de largo; ovario de 2-3 mm de longitud, inserto; estilo de hasta 6 mm de largo, rojo; estigmas bífidos 0.5-1 mm largo. Fruto cápsula 6-7 mm de largo. Semillas globosas, ca. 4 mm de largo y 3.5-4 mm de diámetro, testa pardo-oscura.

## Distribución
Esta especie se considera microendémica en México, ya que se ha registrado en una sola localidad en el estado de Oaxaca.

## Ambiente
Se localiza en bosques tropicales subcaducifolios, a una altitud de 1200-1400 m s. n. m. En suelos calcáreos y profundos.

## Estado de conservación
Esta especie se encuentra listada en la NOM-059-SEMARNAT-2010 en la categoría En Peligro de Extinción (P). En la Unión Internacional para la Conservación de la Naturaleza (UICN) aparece bajo la categoría de No Evaluada (NE). Al ser una especie amenazada en México, se halla regulada bajo el Código Penal Federal, la Ley General del Equilibrio Ecológico y Protección al Ambiente, y la Ley General de Vida Silvestre.